# Tramvajová a trolejbusová traťová návěst

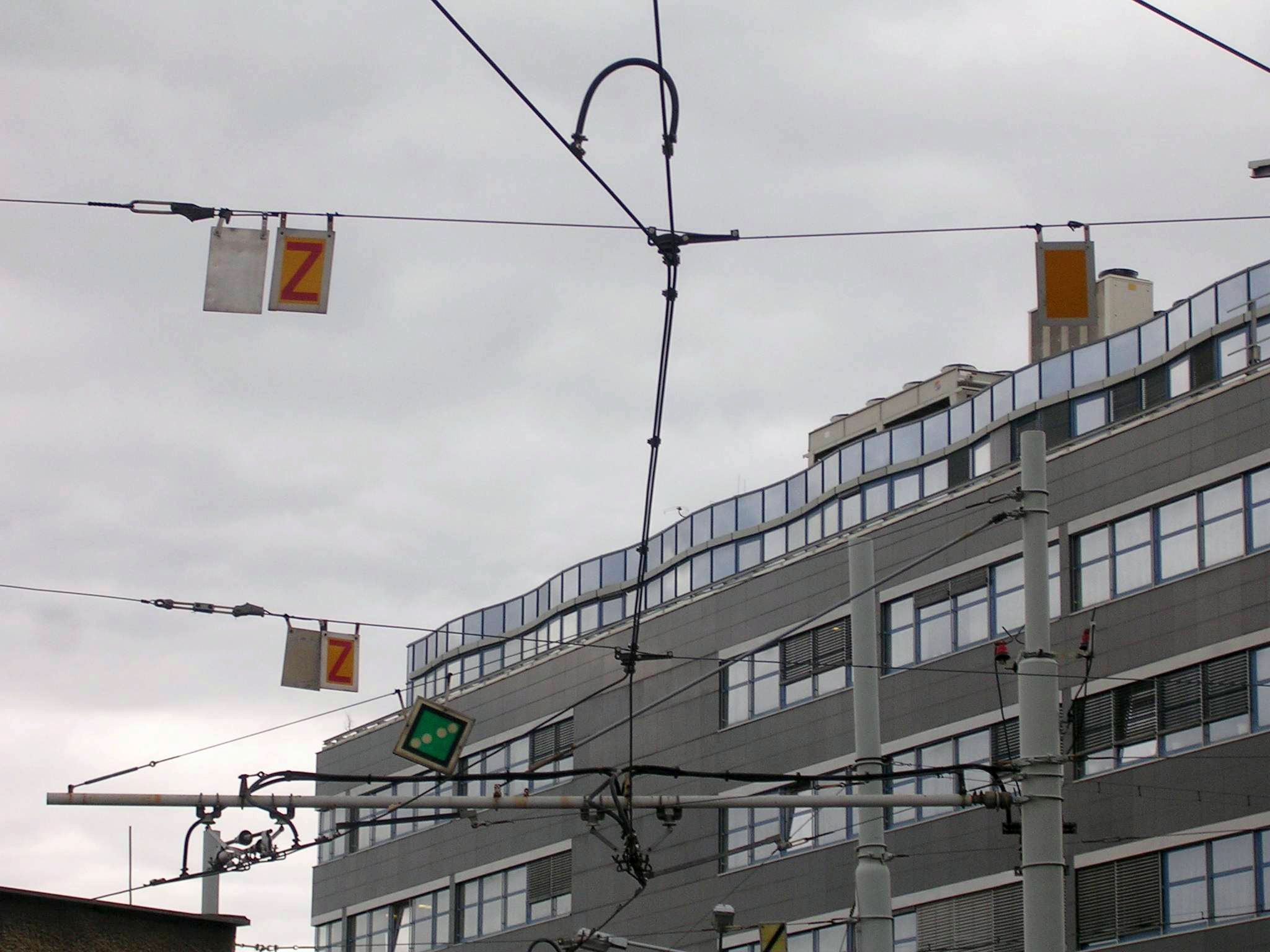
Značky u vjezdu Vozovny Strašnice v Praze

Traťová návěstidla pro tramvajový a trolejbusový provoz jsou obdobou dopravních značek pro silniční provoz a traťových návěstidel pro železniční dopravu. Návěstidla se zpravidla umisťují na trolejové vedení, někdy též na sloupy podél trati (komunikace) nebo na samostatné vlastní sloupky nebo jiné objekty. Značky se i použí na troleje postaveného na výšku. Návěstidla se použití na tramvajové doprava a MHD.

## Návěstidla v České republice
Základní návěsti a návěstidla stanoví v České republice příloha č. 1 vyhlášky č. 173/1995 Sb., kterou se vydává Dopravní řád drah. Provozovatel dráhy může stanovit i další návěsti. Traťové značky, které nejsou návěstidly, jsou stanoveny v § 20, 37 a 59 vyhlášky č. 177/1995 Sb., kterou se vydává Stavební a technický řád drah.

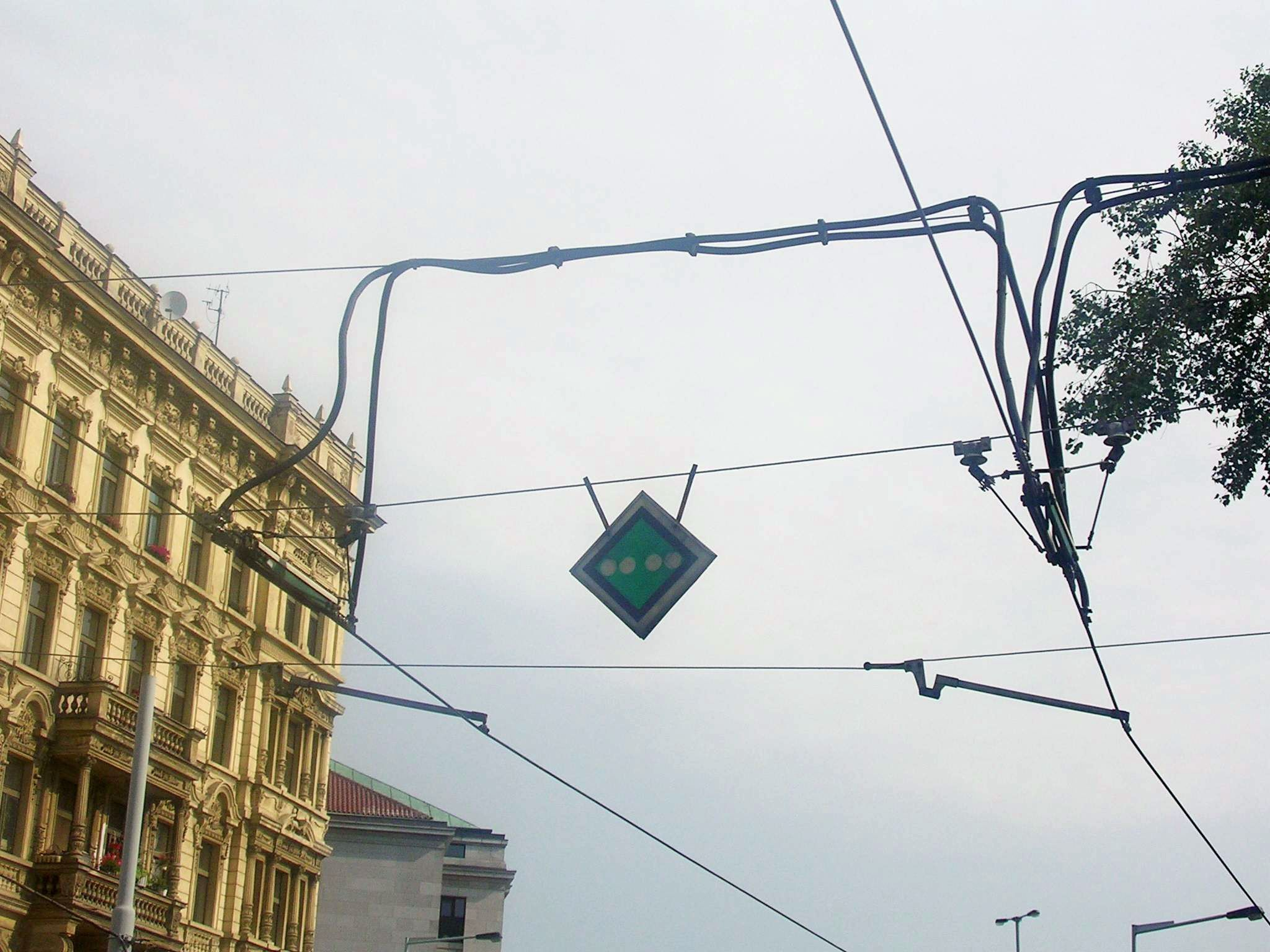
Úsekový izolátor označený značkou.
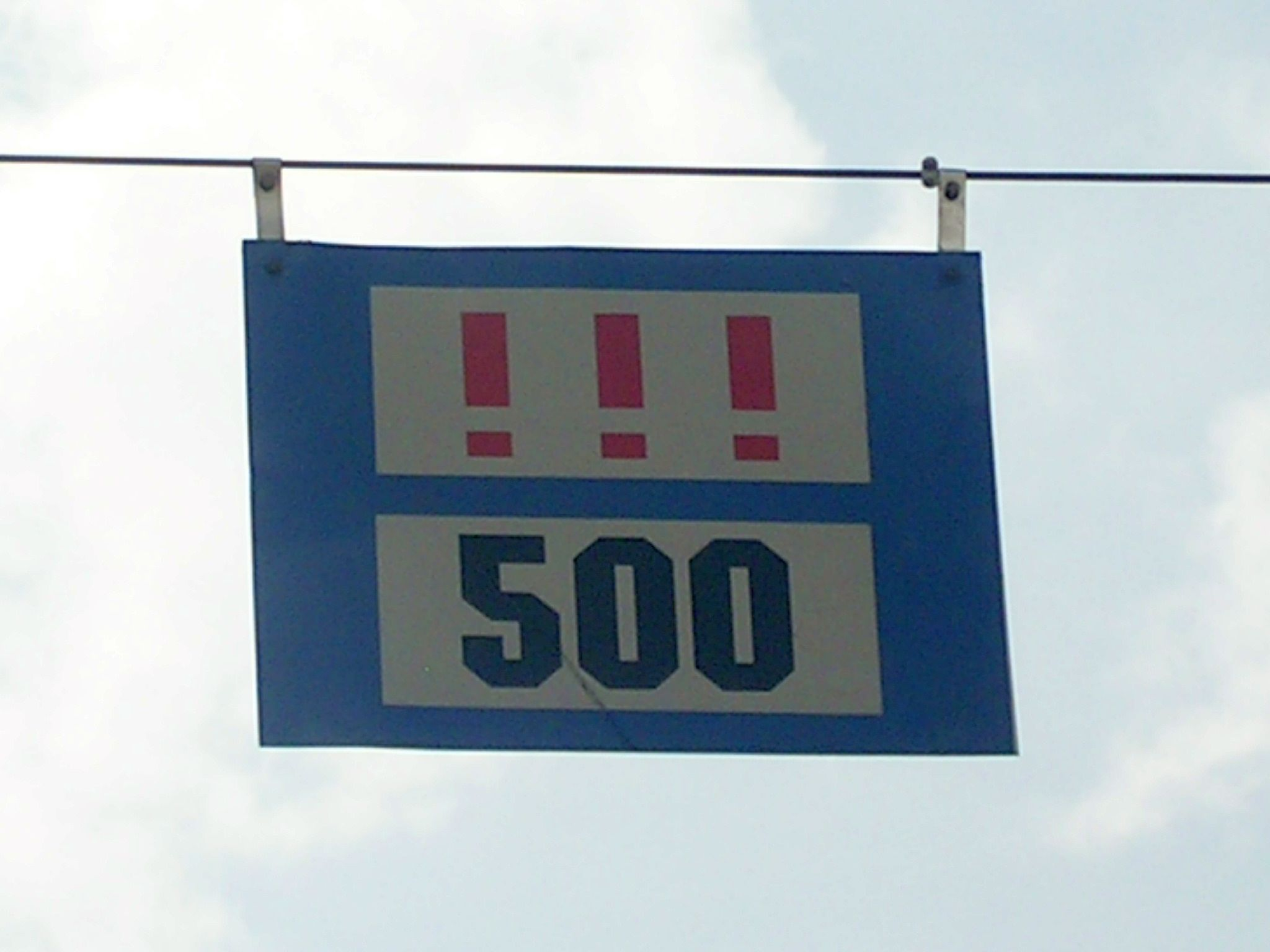
Značka Úsek častých nehod (500 metrů).
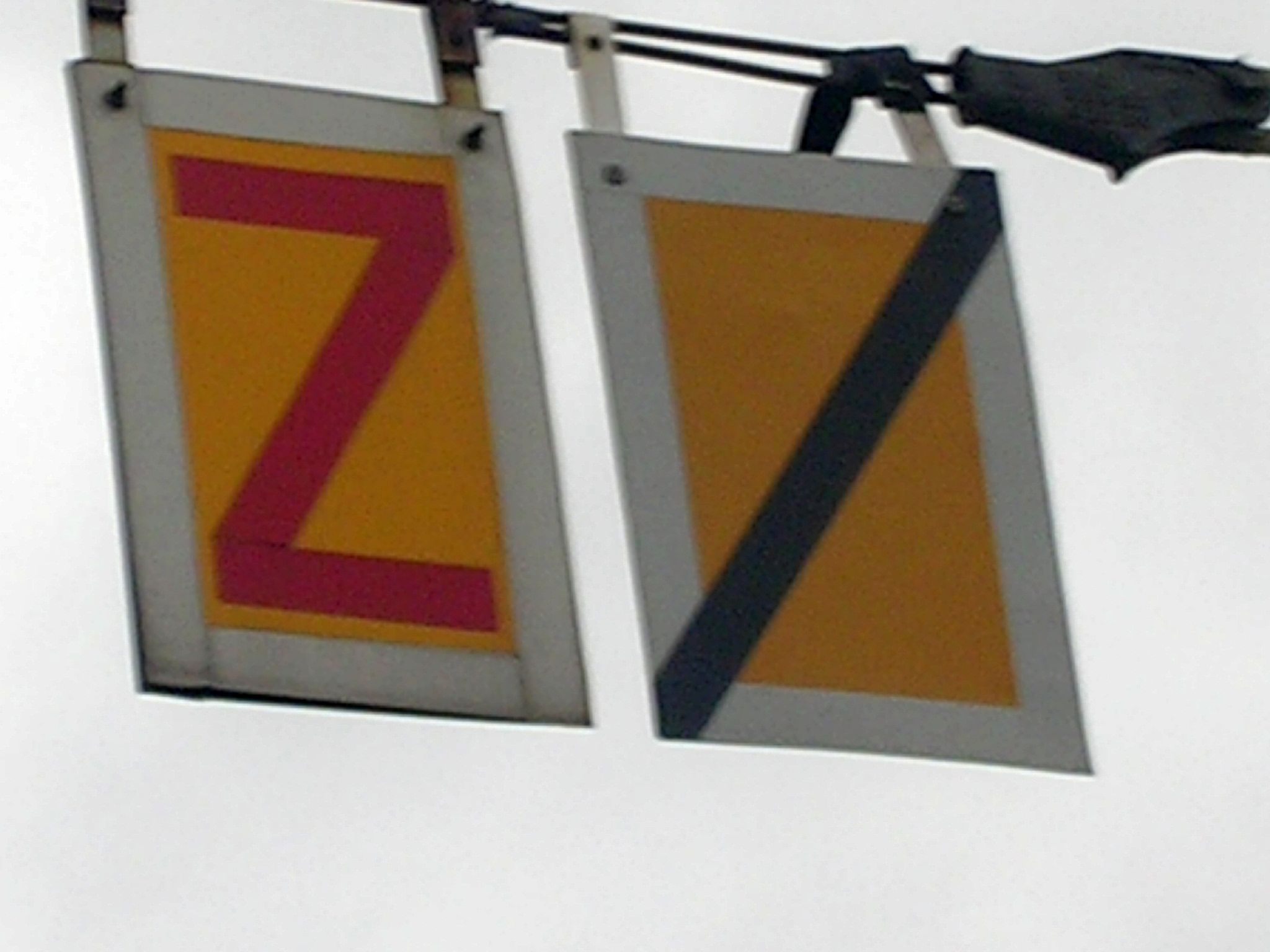
Značky Zajišťovací výhybka a konec omezené rychlosti
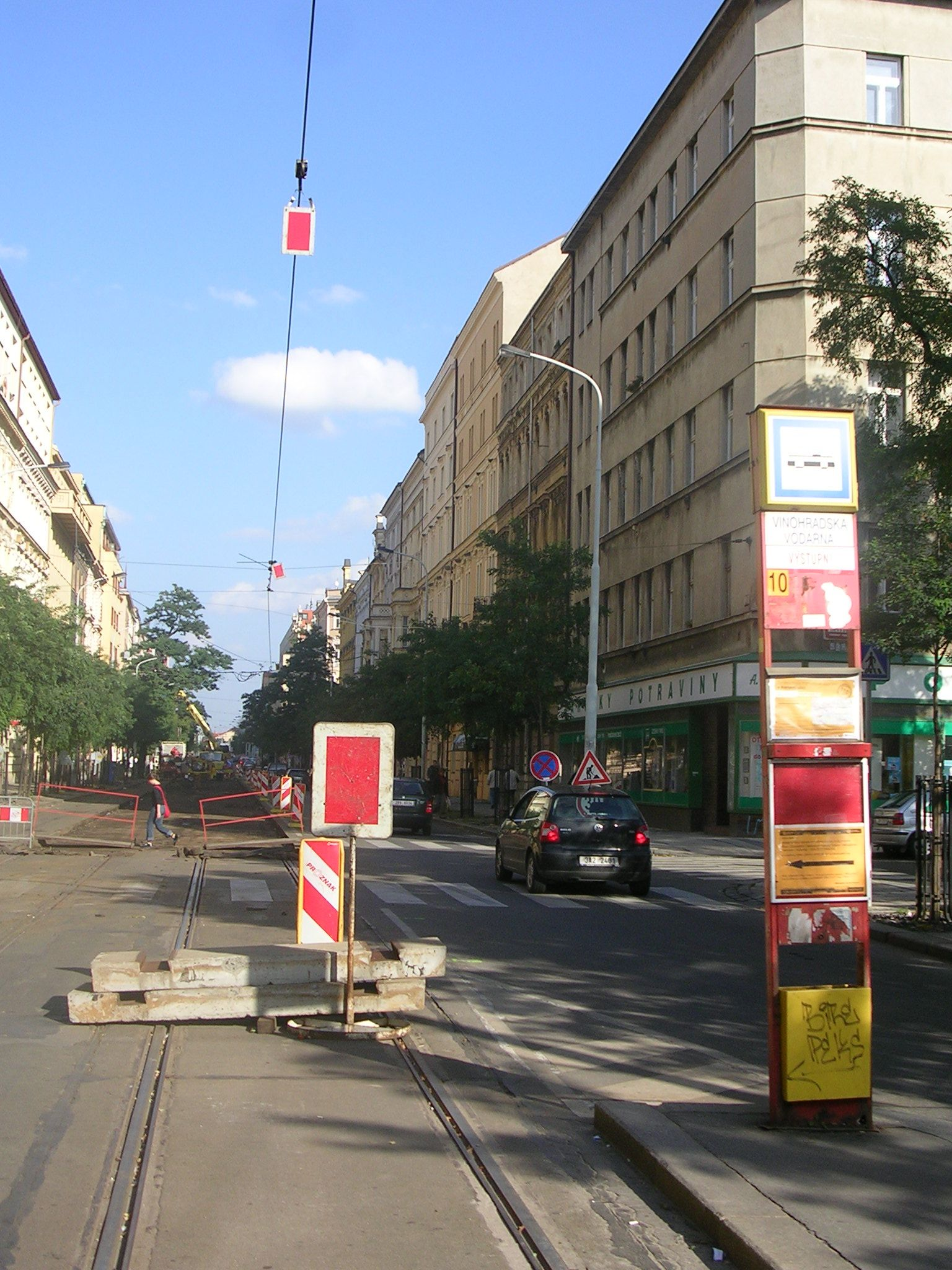
Značka Stůj na troleji i na stojanu
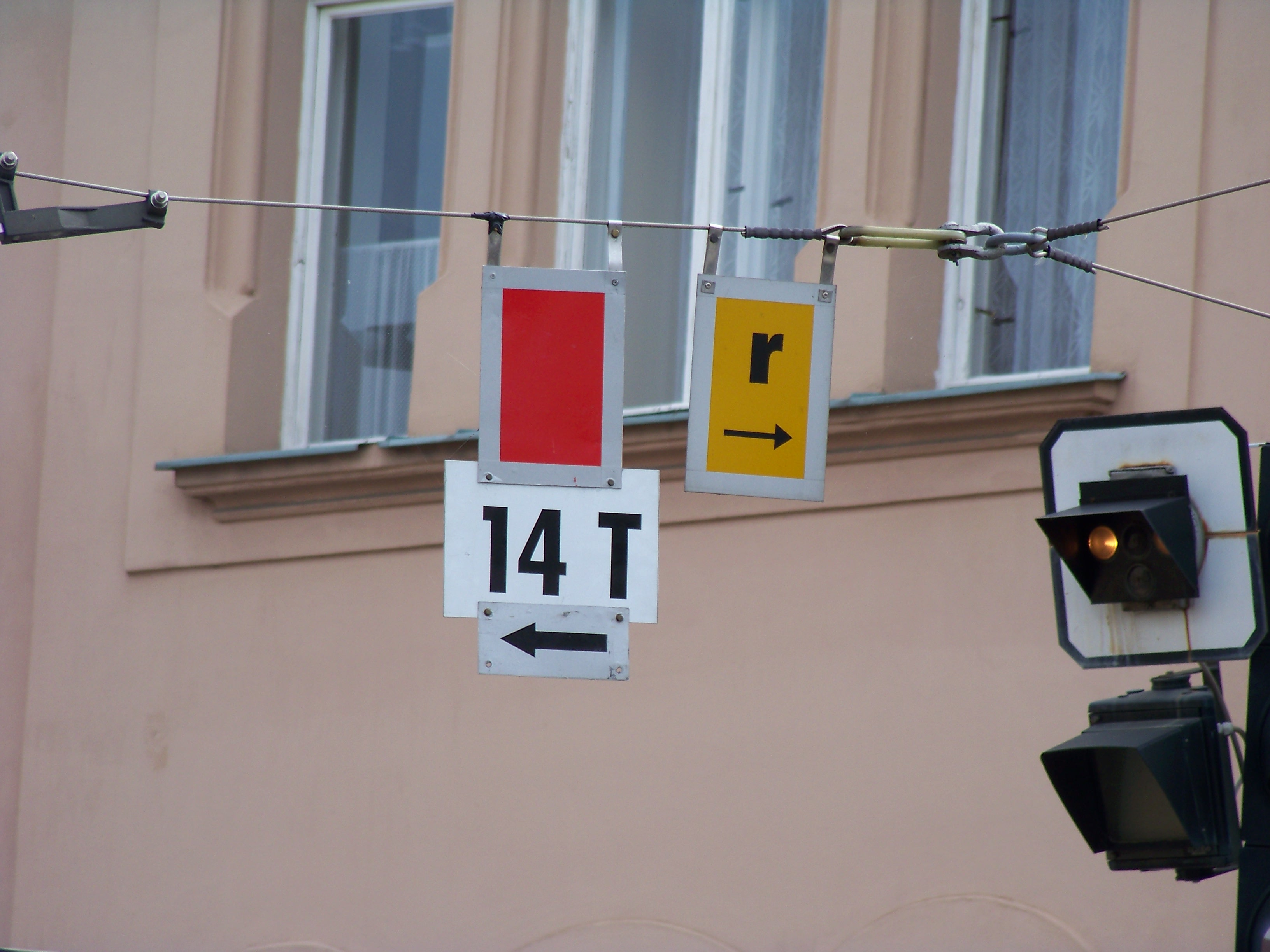
Tramvajové značky před křižovatkou s ulicí Na Slupi v Praze-Vinohradech, v pozadí jsou světelné signály pro tramvaje.
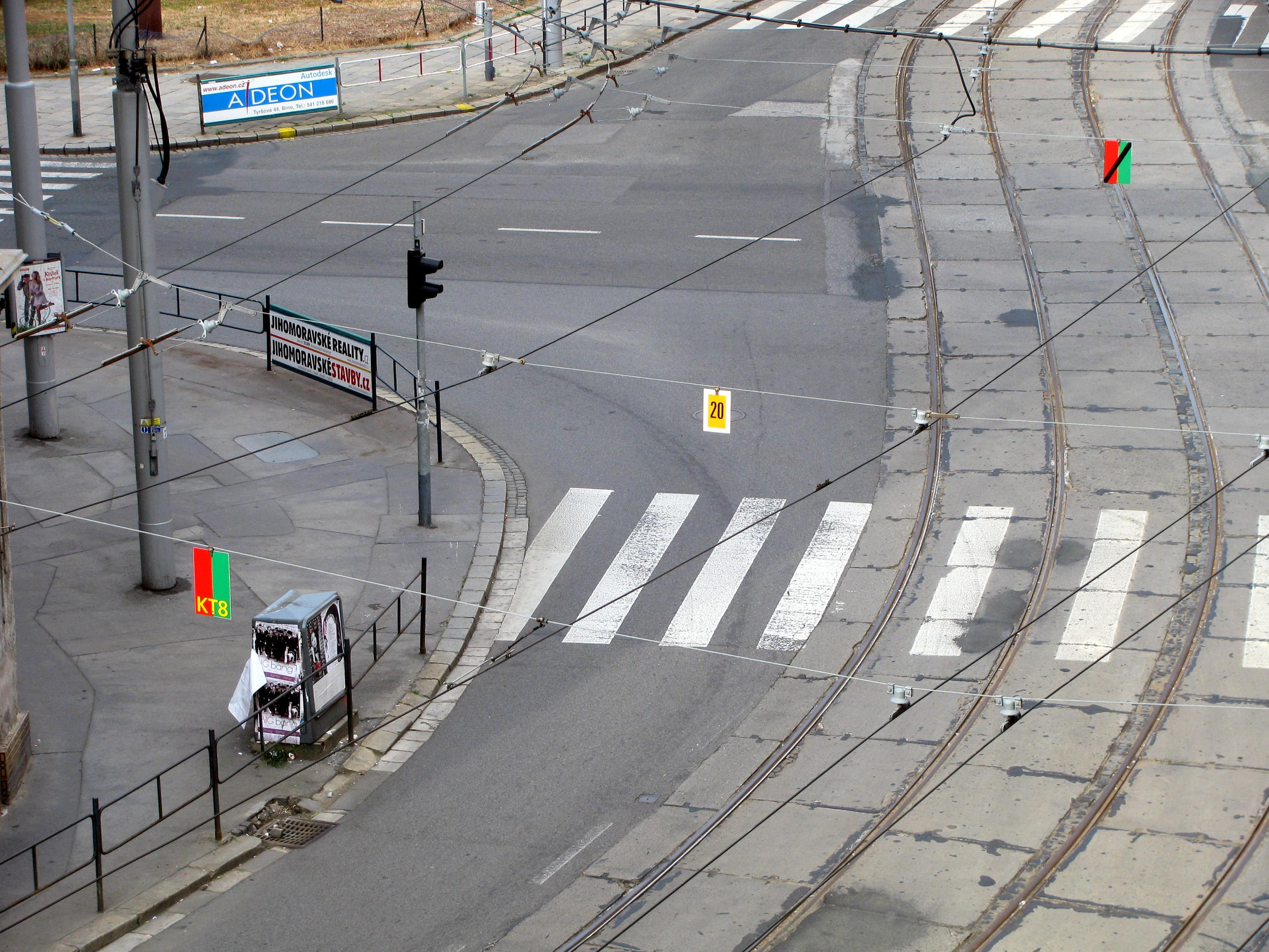
Značky Omezení rychlosti a značky zákazu mijení protijedoucích tramvají na ulici Údolní v Brně.

### Návěstidla stanovená Dopravním řádem drah
Pro tramvajový i trolejbusový provoz stanoví Dopravní řád drah v Česku tato návěstidla:
 Stáhni sběrač: zelená černě a bíle orámovaná tabulka tvaru čtverce postaveného na hrotu. Návěstním znakem je písmeno V. (V tramvajovém a trolejbusovém provozu se obvykle nepoužívá.)
 Zvedni sběrač: značka je obdobného provedení jako značka Stáhni sběrač, ale písmeno V je však uvedeno vrcholem vzhůru. (V tramvajovém a trolejbusovém provozu se obvykle nepoužívá.)
 Úsekový dělič: značka je obdobného provedení jako značka Stáhni sběrač, ale odrazová skla však tvoří vodorovnou úsečku v úhlopříčce značky. Při průjezdu sběrače tímto místem nesmí tramvaj odebírat trakční proud a je-li to možné, má mít vypnutou rekuperaci.
 Vypínací bod je bílá tabulka tvaru obdélníku postaveného na výšku, a na ní je zobrazován černé velké písmeno V. Toto návěstidlo označuje místo, od kterého řidiče může využívat setrvačnosti vlaku k jízdě v traťovém úseku. (V Praze se toto návěstidlo nepoužívá.)
 Bezpečnostní zastavení: bílá tabulka s zeleným orámováním a zeleným přeškrtnutým šikmým pruhem z pravého horního do levého dolního rohu; ve tvaru obdélníku postaveného na výšku. Před touto návěstí musí každý vlak zastavit. (Vnitřní předpisy DP v Praze stanoví, ve kterých případech se z tohoto místa smí rozjíždět jen samospádem.) Značka může být umístěna i na zastávkovém sloupku.
 Přednost v jízdě před protijedoucí tramvají je bílo černě orámovaná tabulka s levou polovinou červenou a pravou zelenou, ve tvaru obdélníku postaveného na výšku. Na značce nebo dodatkové tabulce může být upřesněno, na které typy tramvají nebo na který směr jízdy se zákaz míjení protijedoucích tramvají vztahuje.
 Dej přednost v jízdě protijedoucí tramvaji je bílo černě orámovaná tabulka ve tvaru obdélníku postaveného na výšku. Značka je podobná jako značka Přednost v jízdě před protijedoucí tramvají, avšak tato značka je obráceno vpravo.
 Konec úseku přednosti v jízdě před protijedoucí tramvají je bílo černě orámovaná tabulka ve tvaru obdélníku postaveného na výšku. Značka je podobná jako značka označující začátek úseku, navíc je doplněn černým šikmým pruhem z levého dolního do pravého horního rohu, a značí konec tohoto úseku zákazu míjení protijedoucích tramvají.
 Konec úseku dej přednost v jízdě protijedoucí tramvaji je bílo černě orámovaná tabulka ve tvaru obdélníku postaveného na výšku. Značka je podobná jako značka označující začátek úseku, navíc je doplněn černým šikmým pruhem z levého dolního do pravého horního rohu, a značí konec tohoto úseku zákazu míjení protijedoucích tramvají. (Ve vyhlášce byla zobrazena chybně.)
 Zúžený průjezdný průřez je šikmé žlutočerné šrafování. Význam a provedení návěstidla jsou obdobné silničnímu dopravnímu zařízení č. Z 9 podle vyhláškou 30/2001 Sb. „Žluté a černé pruhy“.
 Námezník je bílý trámec nebo bílý pás. Vyznačuje místo, kam až může bezpečně zajet čelo vozu, aniž by byl ohrožen průjezd jiného vlaku po výhybce když je přednost dáván.
 Přejezd s předností v jízdě tramvaje: zeleno bíle orámovaná tabulka tvaru obdélníku postaveného na výšku. Označuje přejezd, kde má tramvaj přednost zajištěn dopravními značkami, popřípadně i semafory.
Přejezd nezabezpečený: červenobíle pruhovaný sloupek. Označuje tramvajový přejezd nezabezpečený světelným signalizačním zařízením. (Na pražských tramvajových drahách se nepoužívá.)
 Přejezd zabezpečený světelným signalizačním zařízením: červenobíle pruhovaný sloupek. Značka je doplněn trojúhelníkovou deskou, a její podoba je podobná silniční dopravní značce č. A 10 „Světelné signály“, umístěnou na tento sloupek stejný jako k označení nezabezpečeného přejezdu. (Na pražských tramvajových drahách se nepoužívá.)
Předvěst je obdobná signalizačnímu zařízení pro tramvaje pro signály S 15a až S 15g podle vyhlášky č. 30/2001 Sb., ale pod deskou s návěstními světly je však žlutá bíle orámovaná tabulka tvaru obdélníku postaveného na výšku s černým písmenem P.
 Předvěst Očekávej stůj je obdobná světelnému signálu pro tramvaje S15a Stůj (bílá kolečka jsou rozsvícena).
Předvěst je obdobná světelnému signálu pro tramvaje S15b Jízda přímo (bílá kolečka jsou rozsvícena).
 Omezení rychlosti je žlutá bíle orámovaná tabulka tvaru obdélníku postaveného na výšku, na níž je černě uvedeno číslo udávající nejvyšší povolenou rychlost v km·h−1.
 Pomalu: má stejnou podobu jako značka Omezení rychlosti, avšak není v ní uvedeno žádné číslo. Znamená omezení rychlosti na 10 km·h−1.
 Ukončení omezené rychlosti je obdobná jako značka Omezení rychlosti, ale místo černého čísla je však na značce černý šikmý pruh z levého horního do pravého dolního rohu.
 Stůj: červená bíle orámovaná tabulka tvaru obdélníku postaveného na výšku. Označuje úsek, které musí řidiče vlaku zastavit čelem před návěstidlem.

### Další návěstidla pro tramvaje v Praze

#### Návěstidla výhybek
Označení pracovního trolejového kontaktu elektricky ovládané výhybky (EOV): bílá čtvercová tabulka s černým rovnostranným trojúhelníkem, uvnitř kterého je oranžový čtverec.
 Návěst Přijímač rádiového signálu u EOV, které se přestavují rádiovým signálem. Bílá čtvercová tabulka s černě vyobrazeným znakem rádiového signálu.
- Světelné návěstidlo EOV  je proměnné návěstidlo, které řidiči signalizuje postavení vlakové cesty, blokování výhybky a neuzamčení výhybky. Postavení vlakové cesty znázorňuje šipka nebo úsečka, neuzamčení výhybky svítící bod (čtverec) namísto šipky, blokování výhybky blikání symbolu, u starších návěstidel samostatné blokovací světlo.
- Číslo EOV se umisťuje pod světelné návěstidlo výhybky. Uvádí se na bílé obdélníkové tabulce černými číslicemi. Podle čísla výhybky lze rozlišit uzamykatelné výhybky, na nichž platí zvláštní ustanovení předpisů.

Směrové návěstidlo EOV, jsou-li dvě výhybky za sebou. Černá tabulka ve tvaru obdélníku postaveného na výšku, ve které je bílé písmeno P nebo L, označující, zda jde o výhybku do pravého nebo levého oblouku, případně je označeno pořadí výhybek ve směru jízdy čísly 1 a 2, směřují-li obě výhybky do stejného směru. Směrové návěstidlo se umisťuje jednak u pracovního trolejového kontaktu, jednak u světelného návěstidla výhybky.
Elektricky ovládaná výhybka mimo provoz: návěst tvoří světelné návěstidlo překryté bílým křížem.
 Pracovní trolejový kontakt mimo provoz: návěst tvoří označení pracovního trolejového kontaktu překryté černou tabulkou, na které je vyznačen žlutý kříž.
 Manipulační výhybka: tabulka obdobného provedení jako návěst „Pomalu“, na ní je uvedeno červené písmeno V. Návěstidlo označuje výhybku, která je pojížděna pravidelně jen do jednoho směru jízdy, není-li výhybka označena jiným návěstidlem. (Značka předchází možnému přehlédnutí výhybky, kvůli němuž by řidič mohl nedodržet omezení rychlosti nebo přehlédnout, že výhybka je přestavena do běžně nepojížděného směru.)
 Zajišťovací výhybka: tabulka obdobného provedení jako návěst „Pomalu“, na ní je uvedeno červené písmeno Z. Označuje zajišťovací (vratnou) nebo zaklínovanou výhybku. Na takové výhybce zejména není přípustné couvat, pokud vlak přijel po hrotech ze směru, do nějž výhybka není nastavena, dokud ji nepřejel i poslední nápravou.)
 Uzamykatelná výhybka tabulka obdobného provedení jako návěst „Pomalu“, na ní je uvedeno červené písmeno U. Označuje uzamykatelnou výhybku, která není číselně rozlišena. (Před vjezdem na takovou výhybku proti hrotům nestačí se o poloze výhybky přesvědčit pohledem, ale je třeba přezkoušet, zda jazyk výhybky nelze odtlačit stavěcím klíčem.)

#### Návěstidla omezující rychlost
Zóna s omezením rychlosti: bílá tabulka o rozměrech minimálně 500×300 mm, na níž je v horní části napsáno „ZÓNA“, popř. v jakém časovém období zónové omezení rychlosti jízdy platí (např. „22–6 h“). Černé číslo na žlutém podkladu v dolní části určuje výši omezení rychlosti.
 Konec zóny s omezením rychlosti má obdobné provedení jako značka pro začátek zóny, číslo v dolní části však není na žlutém podkladu a tabulka je doplněna černým pruhem z levého spodního do pravého horního rohu.
Oblouk o malém poloměru: tabulka obdobného provedení jako návěst „Pomalu“, na ní je uvedeno malé černé písmeno r a pod ním šipka směru oblouku. Návěstidlo označuje traťové oblouky o poloměru menším než 25 m. Rychlost jízdy v takovém oblouku nesmí být vyšší než 15 km/h.

#### Jiné značky
Značky upravující přednost (zákaz míjení) protijedoucích tramvají jsou doplněny písmeny KT, týkají-li se pouze vzájemného míjení kloubových vozů KT8D5.
Značky upravující přednost (zákaz míjení) protijedoucích tramvají jsou doplněny písmeny T-KT, týkají-li se pouze míjení tramvaje jakéhokoliv typu s kloubovým vozem KT8D5.
Šipka upřesňuje, pro který oblouk (pro které oblouky) zákaz míjení platí.
- Zákaz vjezdu jednosměrných vlaků přímo je červená bíle orámovaná tabulka čtvercového tvaru. V horní části je vodorovně umístěn černý obdélník, k němu je kolmo (svisle) umístěn bílý obdélník. Uspořádání značky je podobné jako u silniční značky „Slepá pozemní komunikace“, avšak s jinými barvami a proporcemi.
- Zákaz vjezdu jednosměrných vlaků vlevo je červená bíle orámovaná tabulka čtvercového tvaru. V levé části je svisle umístěn černý obdélník, k němu je kolmo (vodorovně) umístěn bílý obdélník.
- Zákaz vjezdu jednosměrných vlaků vpravo je červená bíle orámovaná tabulka čtvercového tvaru. V pravé části je svisle umístěn černý obdélník, k němu je kolmo (vodorovně) umístěn bílý obdélník.
- Textová návěst je bílá tabulka s černým textem. Užívá k vyjádření jiného příkazu nebo informace, kterou nelze vyjádřit jinou návěstí. Návěst může být použita i jako doplňková k jiné návěsti.

 Úsek častých nehod: tabulka o rozměrech minimálně 500 x 300 mm s modrým podkladem, v níž jsou pod sebou dva bílé obdélníčky. V horním obdélníčku jsou tři červené vykřičníky, v dolním číslo černé barvy označující délku úseku v metrech.

#### Světelné signály
- Světelné signály pro tramvaje: na pozemních komunikacích závaznost signálů pro tramvaje („čoček“) stanoví Pravidla silničního provozu. Předpis provozovatele dráhy může tytéž signály stanovit i jako návěsti na samostatné tramvajové dráze.
- Výzvové návěstidlo umístěné pod návěstí světelných signálů vyjadřuje proměnnými signály, pro které směry jízdy je zařazen požadavek na signál Volno. Tímto signálem tedy lze potvrdit úspěšné zařazení výzvy dané detekčním zařízením, tlačítkem nebo kontaktním zámkem. Blikání signálu může vyjadřovat pokyn připravit se k odjezdu.
- Světelná návěst „Stůj“ je svítící červená obdélníková plocha o rozměrech 155×230 mm, bíle orámovaná. Návěstidlo s nesvítící červenou obdélníkovou plochou nevyjadřuje žádnou návěst. Návěst může být doplněna šipkou černé barvy na bílém podkladě, pak platí jen při jízdě do uvedeného směru. (Návěstidla jsou použita na trati Hlubočepy - Sídliště Barrandov.)
- Světelné návěsti „Obsazený úsek“ a „Volný úsek“ jsou dávány na návěstidle se žlutým svítícím terčem o průměru 100 mm na černém pozadí s bílým orámováním. Návěsti slouží pouze k upozornění řidiče, jakou situaci může předpokládat při jízdě v následujícím úseku. (Návěstidla jsou použita na trati Hlubočepy - Sídliště Barrandov.)
  - Návěst „Obsazený úsek“ tvoří přerušovaně svítící žlutý terč a informuje řidiče o tom, že v následujícím úseku se nachází tramvajový vlak.
  - Návěst „Volný úsek“ tvoří trvale svítící žlutý terč a informuje řidiče o tom, že v následujícím úseku není tramvajový vlak.
  - Je-li žlutý terč zhasnutý, návěstidlo je v poruše a řidič může pokračovat v jízdě.

## Značky pro řidiče tramvají v Polsku

Světelná signalizace
Světelná signalizace s detekcí
Nebezpečný sklon
Strmé stoupání
Kolizní doprava
Omezení rychlosti (30 km/h)
Konec omezení rychlosti
Zablokovaná výhybka
Stůj – jednosměrná výhybka
Úsekový izolátor
Hranice napájení
Elektrická výhybka levá
Elektrická výhybka pravá

## Značky v Chorvatsku
Záhřeb: 
| Značka                  | Obrázek | Názor |
| ----------------------- | ------- | --- |
| Omezená rychlost        |         | Červenožlutě orámovaná kosočtvercová tabulka o rozměrech 300×300 mm, na již je čísla označující nejvyšší rychlosti v kilometrech za hodinu. |
| Konec omezení rychlosti |         | Žlutá kosočtvercová tabulka o rozměrech 300×300 mm, její podoba se schodí jako značka Omezená rychlost, akorát na již je čísla označující nejvyšší rychlosti v kilometrech za hodinu přeškrtnutými černé pruhy z levého dolního rohu do pravého horního rohu i informuje o tom, že rychlost je teď zanížena na 50 km/h nebo druhé označení povolené rychlosti, na které je uvedena na předchozí značku. |
| Předvěst výhybky        |         | Červenobíle orámovaná kosočtvercová tabulka o rozměrech 300×300 mm, její podoba se schodí jako značka Omezená rychlost, akorát není zavedena s číslicemi a je v ní velké písmeno ”S“. Označuje části kolejiště, na které je speciálně vybaven druh výhybky, o kterém řidiči musí dát přednost před dalšími tramvajemi při vjezdu na druh výhybky v protisměru.                                          |
| Výhybkový kontakt       |         | Červená čtvercová tabulka o rozměrech minimálně 300×300 mm, na ním je v ní černé písmeno ”S“. Označuje části kolejiště, na druh výhybky je oddělen provozní zařízení o vjezdu na oddělenou výhybkou. |
| Úsekový izolátor        |         | Žlutá čtvercová tabulka o rozměrech 300×300 mm, na ní je bílá čára a s písmenem ”R“ s čárou a čísla, který se označuje povolený izolátor na části tratě a jestli to značí nejnižší nebo nejvyšší úsek platnosti. |
| Pružný spínač           |         | Modrá čtvercová tabulka s bílým proužkem, a označuje o využití napájení úseku trakci. |
| Povinné brzdění motorem |         | Šedobíle orámovaná tabulka o rozměrech 300×300 mm. Označuje úsek trati, na které řidiči přikazuje zabrzdit o dovolené úseky plně zabrzdit motorem. |